# Parc national de Boukornine
Le parc national de Boukornine est un parc national du nord de la Tunisie centré autour du Djebel Boukornine.
Créé le 12 février 1987, il couvre 1 939 hectares. Situé dans le voisinage immédiat de la ville de Hammam Lif et à une dizaine de kilomètres de Tunis, la capitale du pays, il est désigné comme étant un parc péri-urbain.
Ce parc abrite de nombreuses espèces végétales (près de 525), certaines très rares en Tunisie, telle le cyclamen de Perse, les orchidées et les tulipes sauvages.
Parmi les 25 espèces mammifères, on peut citer le sanglier, fort répandu et parfois familier, le chacal, le chat sauvage, la gazelle de Cuvier, le porc-épic et le mouflon à manchettes, le renard et le lièvre. Dans les falaises du djebel nichent également un grand nombre de rapaces et plusieurs espèces d'oiseaux sédentaires et migrateurs. Dans le parc, on peut observer par ailleurs des reptiles tels les caméléons, le lézard ocellé, la tortue terrestre et des variétés de couleuvre, la plus répandue étant la couleuvre à fer de cheval.